# Gwiazda Zasługi za Pracę
Gwiazda Zasługi za Pracę (wł. Stella al Merito del Lavoro) – odznaczenie włoskie za zasługi osiągnięte w pracy, nadawane od 1924 roku.

## Historia
W roku 1898 król Humbert I stworzył „odznaczenie za zasługi dla rolnictwa i przemysłu” dla „wybitnych osobistości” oraz medal honorowy „dla pracowników”. W roku 1901 następca Humberta, Wiktor Emanuel III, ustanowił „Order Zasługi Rolniczej, Przemysłowej i Handlowej”, którego posiadacze, niezależnie od pozycji społecznej, mieli prawo do tytułu „Kawaler Pracy” (wł. Cavaliere del Lavoro). Dekret królewski tego samego monarchy z dnia 30 grudnia 1923 podzielił dotychczasowe odznaczenie na dwa, jednoklasowy Order Zasługi za Pracę i również jednoklasową „Gwiazda Zasługi za Pracę”. Proklamowana w 1947 Republika Włoska odnowiła oba odznaczenia w latach 1952 i 1967, zachowując wygląd gwiazdy z czasów monarchii.

## Oznaka
Oznaką odznaczenia jest obustronnie emaliowana na biało ze złotym obramowaniem pięcioramienna gwiazda. W emaliowanym na zielono medalionie środkowym awersu znajduje się złoty symbol Italii, głowa kobieca -Italia Turrita -, medalion rewersu nosi napis „Al Merito del Lavoro – 1924”. Odznaczenie jest noszone na lewej piersi na żółtej wstążce z szerokim zielonym paskiem w środku.
Nadawane wyłącznie obywatelom włoskim odznaczenie jest przyznawane w dniu Święta Pracy, 1 maja. Liczba corocznych nadań jest ograniczona do 1000. Opiniodawcą jest Ministerstwo Pracy. Odznaczonym przysługuje tytuł honorowy „Mistrza Pracy” (Maestro del Lavoro). Posiadają własną organizację „Maestri del Lavoro”.